# Ancol (Pademangan)
Ancol is een kelurahan van het onderdistrict Pademangan in het noorden van Jakarta, Indonesië. De wijk telt 31.720 inwoners (volkstelling 2010).